# Мадан
Мадан (валл. Maddan), відповідно до дослідження Джефрі Монмутського четвертий Міфічний король Британії, син короля Локріна та королеви Гвендоліни. Правив у мирі впродовж близько 40 років, після його смерті почалася війна між його синами Мемпріком і Малином.

## Родовід
- Скамандр, Засновник Троади
  -  Теукр, Цар Троади
    -  Батія, Цариця Троади
      -  Іл, Цар Троади
      -  Ерехтей, Цар Троади
        -  Трой, Цар Трої
          -  Іл, Цар Трої
            -  Лаомедонт, Цар Трої
              -  Пріам, Цар Трої
                -  Креуса, Цариця Трої, дружина Енея
                  -  Асканій Юл, Цар Альба-Лонга
                    -  Сільвій, Цар Альба-Лонга
                      -  Брут I Троянський, Король Британії
                        -  Локрін І, Король Британії
                          -  Мадан І, Король Британії